# Hella Good
«Hella Good» es una canción interpretada por la banda estadounidense No Doubt, incluida en su quinto álbum de estudio, Rock Steady (2001). Fue compuesta por Gwen Stefani, Pharrell Williams, Chad Hugo y Tony Kanal y producida por Nellee Hooper y la banda. Stefani, que quería componer una canción alegre y luminosa, tomó prestado el término hella, muy usado en el Área de la Bahía de San Francisco, que significa «muy». De géneros electrónica y hip hop, presenta influencias del house, el dance y el rock. Su ritmo fue comparado al de «Billie Jean» (1983), del cantante Michael Jackson, y la letra trata sobre seguir bailando.
En términos generales, «Hella Good» obtuvo reseñas positivas de los críticos musicales, quienes la compararon favorablemente con el trabajo de Fishbone, Afrika Bambaataa y Duran Duran, entre otros. Asimismo, fue incluida en varias listas de los mejores sencillos de 2002. La remezcla de Roger Sanchez le permitió ganar el premio Grammy a la mejor grabación remezclada, no clásica en la entrega de 2003. Desde el punto de vista comercial, alcanzó el puesto 13 en la lista Billboard Hot 100, mientras que el remix de Roger Sanchez llegó a la cima del Dance Club Songs.
Para la promoción del sencillo se filmó un videoclip dirigido por Mark Romanek y filmado en blanco y negro. La banda lo interpretó en numerosos eventos, destacándose los premios Grammy de 2003, donde realizó un popurrí con «Underneath It All». La cantante británica Rita Ora realizó una versión de «Hella Good» y fue incluida en episodios de series de televisión estadounidenses y en dos álbumes recopilatorios de la banda.

## Concepción

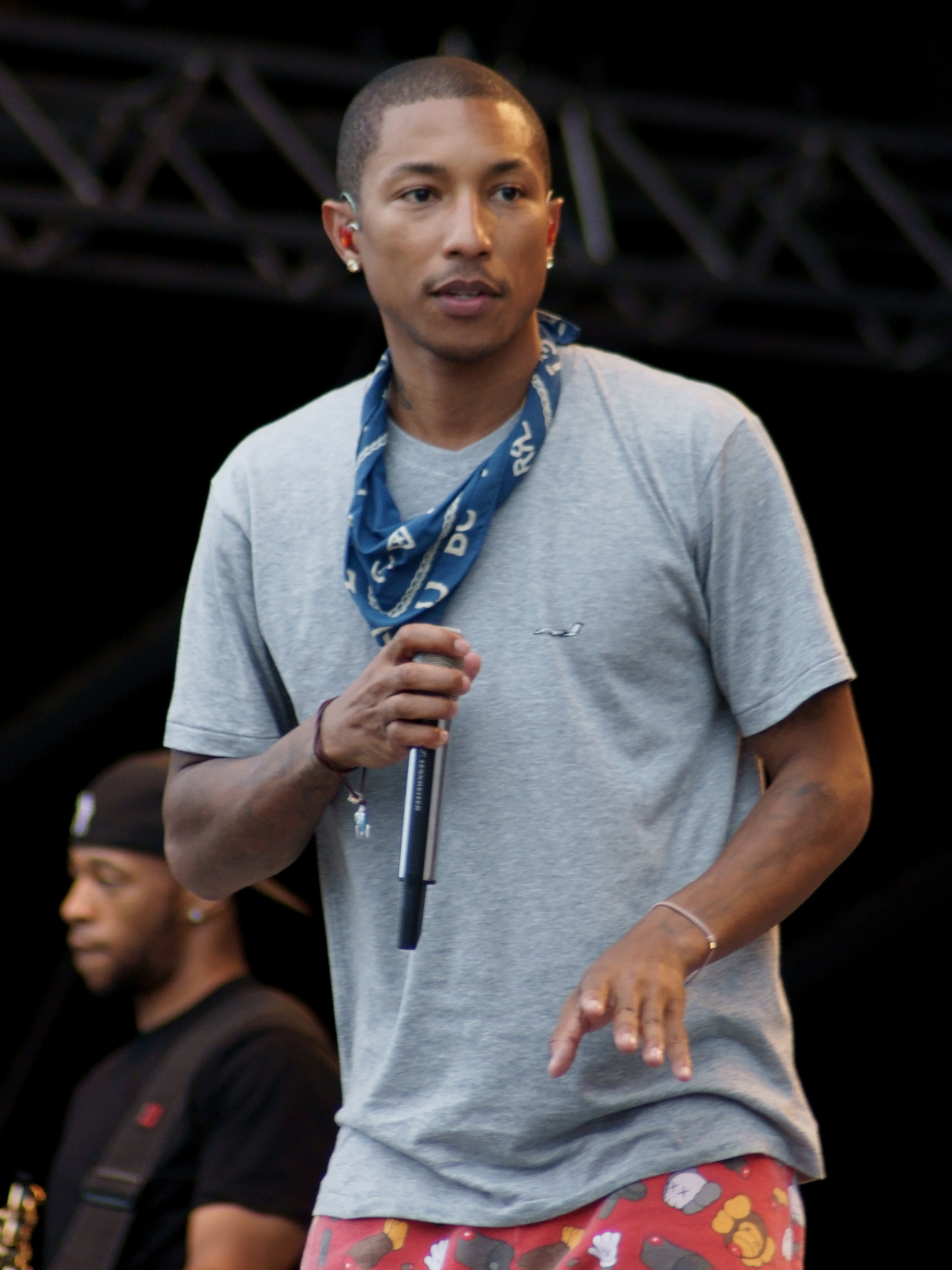
Pharrell Williams, uno de los compositores de «Hella Good».

No Doubt decidió trabajar con el equipo de productores The Neptunes como una especie de «colisión cultural». Al respecto, la cantante Gwen Stefani comentó: «Hoy en día es algo común trabajar con The Neptunes. [...] La idea era, "Vamos a ver si hay cualquier tipo de colisión cultural que pueda pasar". Y pensé que era genial cantar un tema con la palabra "dance" en él». Stefani, Pharrell Williams, Chad Hugo y Tony Kanal la compusieron, mientras que Nellee Hooper y la banda la produjeron. Greg Collins la grabó en dos estudios diferentes; en Record Plant, Los Ángeles, California, y Home Recordings, Londres, Inglaterra. Asimismo, la mezcla del tema fue hecha por Mark «Spike» Stent en The Olympic Studios, Londres, y Brian «Big Bass» Gardner se encargó de la masterización, en Bernie Grundman Mastering, Hollywood, California. Por último, Fabien Waltmann ayudó en la programación, y Simon Gogerly se desempeñó en la ingeniería.
Stefani quería escribir una canción alegre y luminosa sobre las cosas positivas en su vida, por lo que compusieron una pista club optimista. La palabra «hella» es un término de jerga utilizado sobre todo en el Área de la Bahía de San Francisco y otras partes de California, que significa «muy». Después de haber viajado en el Área de la Bahía, Stefani tomó prestado el término para describir su estado de ánimo. Además, la cantante quería usar la palabra «dance» en un estribillo, por lo que decidió terminar cada línea del mismo con la frase «keep on dancing» —«sigue bailando»—. El sonido funk de «Hella Good» está basado en canciones como «Another One Bites the Dust» (1980) de la banda británica Queen y «Brick House» (1977) de Commodores.

## Composición

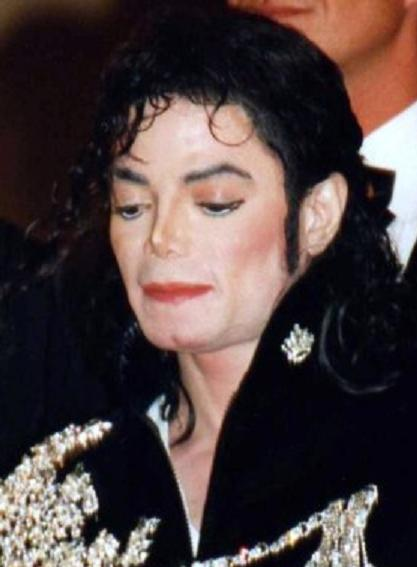
El ritmo de «Hella Good» fue comparado al de «Billie Jean» (1983), del cantante estadounidense Michael Jackson.

«Hella Good» es una canción perteneciente a los géneros electrónica y hip hop, con influencias del house, el dance y el rock. De acuerdo a la partitura publicada en Musicnotes por EMI Music Publishing, está compuesta en la tonalidad de si♭ mayor, con un tempo moderadamente rápido de 120 pulsaciones por minuto. Sigue la progresión armónica sol5-la♭5-sol5-la♭5. El ritmo de la canción fue comparada con el de «Billie Jean» (1983), de Michael Jackson. «Hella Good» sigue una forma de verso-estribillo, y este último sigue cada uno de los dos versos. Tras el puente, se repite el estribillo y la canción cierra con un outro. Colleen Delaney de Stylus Magazine felicitó al estribillo, y dijo que las líneas «You’ve got me feelin’ hella good / So lets just keep on dancin» —«Me tienes sintiendo muy bien / Así que solo mantengámonos bailando»— eran «grandes, y maldita sea, se siente bien». Stephen Thompson de The A.V. Club, teniendo en cuenta la misma línea del estribillo, sostuvo que las palabras de la cantante no obtienen mucha más profundidad. Por su parte, Jesse Berrett de Spin indicó que Stefani, esta vez, admite que nada es para siempre, ni siquiera el amor. La letra trata sobre alguien que hace sentir bien a una chica, y sobre seguir bailando. Asimismo, utiliza ritmos funky disco.

## Recepción crítica
En términos generales, «Hella Good» recibió reseñas positivas de los críticos musicales. Rupert Howe de la revista Blender la describió como un «comienzo ardiente» a Rock Steady, y la comparó al trabajo de la banda pop Was (Not Was), al rapero y productor Timbaland, a la banda de ska punk Fishbone y al disc jockey de electro Afrika Bambaataa. Del mismo modo, Alex Needham de NME también comparó al tema con la música de Bambaataa, como así también a la de Britney Spears y Duran Duran. Por su parte, Dan Perry de Playlouder llamó a la pista espectacular, y comparó la producción de Nellee Hooper al estilo electroclash del DJ house Felix da Housecat. David Browne de Entertainment Weekly caracterizó a la canción como una secuela del sencillo «Into the Groove» (1985), de Madonna. Colleen Delaney de la revista Stylus estaba contento con el uso de la sobregrabación en el «estribillo de rock emblemático», pero se refirió a la letra como estúpida. Un editor de Billboard notó que el «gancho lleno de "Hella Good" debería ser un éxito». Chuck Taylor, de la misma publicación, se refirió a la banda como el B-52's de la década del 2000 y elogió la combinación de una fuerte línea de bajo en la canción; «acentos de guitarras eléctricas bastante agresivas»; estilos electrónicos de Kraftwerk; y las «voces flojas y juguetonas de Stefani». Por otro lado, Eden Miller de PopMatters sostuvo que el carisma brillante de la cantante no puede ser ignorado, y no importa qué, cuando canta en «Hella Good», «es bastante fácil asentar acordando y seguir escuchando». Kimberly Reyes de Time dijo que suena como una fiesta [en una] pista de patinaje de los ochenta. Sin embargo, en una reseña más negativa, Joe Costa de Sputnikmusic lo describió como una «basura monótona». Criticó la línea de sintetizador terriblemente sofocante y superfluo por el estribillo. Continuó que el sintetizador era aburrido, sin interés y solo mal producido, y definió al estribillo como inexcusablemente malo. No obstante, a pesar de la dura reseña, calificó al bajo de Tony Kanal como el más destacado del álbum, con un «groove funk sólido», y elogió la «interesante línea de guitarra durante la mayor parte de él [del tema]», hecha por Tom Dumont. El sitio web AbsolutePunk comentó que «Hella Good» era optimista, pero que tiene un déficit evidente de espíritu.

### Reconocimientos
Bill Lamb de About.com clasificó a «Hella Good» en el número uno en su lista de los cinco mejores sencillos de la carrera de Stefani, con la banda, así como solista, y razonó diciendo que «los ritmos contemporáneos sacudiendo empujan a lo largo de los teclados del estilo de los años '80, haciéndolo casi imposible que se mueva tu cuerpo». Asimismo, Entertainment Weekly listó a la canción en la séptima posición de su lista de los mejores sencillos de 2002. También fue incluida en el conteo de las cinco mejores canciones de No Doubt, en la que la describió como una «delicia dance pop irresistible, suficiente para hacerte olvidar que "hella" es uno de los términos de jerga más irritantes de la historia». La canción se incluyó en el número treinta en la lista de 2002 Pazz & Jop, una encuesta de cien críticos musicales, realizada por Robert Christgau. La radio colombiana Radioacktiva la incluyó en el puesto treinta y nueve de las 50 mejores canciones con lo mejor del rock. Por último, fue incluido en los números cuatro y cinco de las 10 mejores canciones de No Doubt, hechas por PopCrush y AOL Radio, respectivamente. Por su parte, en la ceremonia de 2003 de los premios Grammy, «Hella Good» obtuvo dos nominaciones, en las categorías de mejor grabación dance y mejor grabación remezclada, no clásica, esta por la remezcla de Roger Sanchez, aunque ganó la última.

## Recepción comercial
«Hella Good» obtuvo una recepción comercial moderada en el mundo. En Estados Unidos, debutó en el puesto número sesenta y tres de la lista Billboard Hot 100, en la edición del 20 de abril de 2002. Dos meses después, en la semana del 29 de junio, alcanzó su posición más alta en el número trece. La remezcla de Roger Sanchez llegó a la cima del conteo Dance Club Songs el 15 de junio de 2002, mientras que en Rhythmic Top 40 y Top 40 Tracks ocupó los lugares veintinueve y nueve, respectivamente. En la lista Adult Pop Songs entró a los veinte primeros el 8 de junio de 2002, y llegó al número nueve el 10 de agosto del mismo año. El 29 de junio alcanzó el tercer puesto en Pop Songs y el decimocuarto en Radio Songs. En Canadá ocupó la posición veintiséis.
El sencillo debutó y alcanzó el puesto doce en Reino Unido el 15 de junio de 2002. En la región Flamenca de Bélgica ocupó el tres, mientras que en la región Valona el catorce el 18 y 25 de mayo, respectivamente. Llegó al cuarenta y cuatro en Austria, cincuenta y siete en Países Bajos y setenta y ocho en Suiza. Mientras tanto, en Australia debutó en la decimoquinta posición el 12 de mayo de 2002 y, tras cuatro semanas, alcanzó el número ocho. Asimismo, llegó a la posición sesenta y cuatro de la lista anual y la Australian Recording Industry Association (ARIA) certificó a la canción con disco de oro, tras la venta de 35 000 copias. Por último, en Nueva Zelanda entró en el cincuenta el 26 de mayo y, después de cuatro ediciones, llegó al diecisiete el 23 de junio.

## Promoción

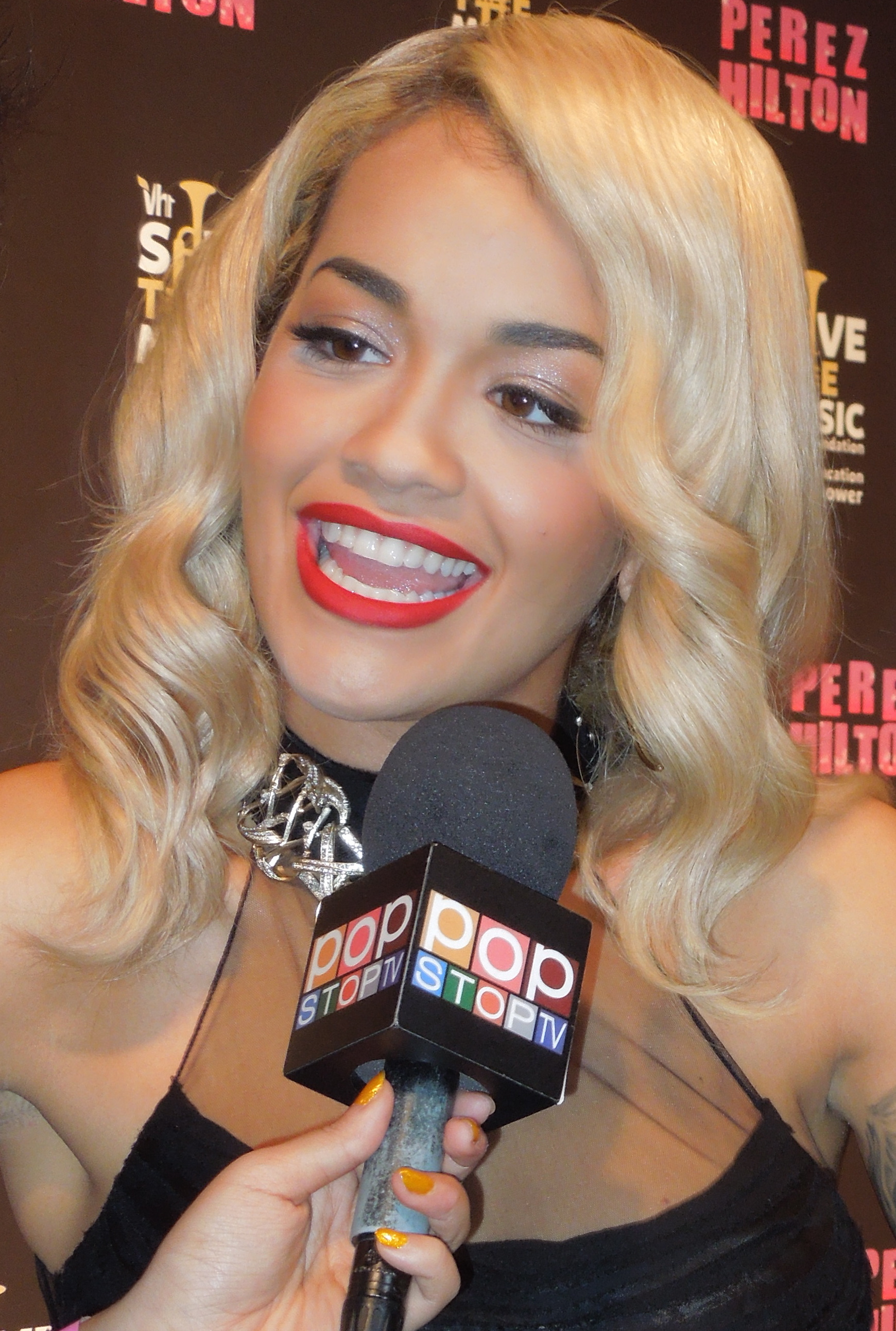
La cantante británica Rita Ora realizó una versión de «Hella Good».

### Presentaciones en directo
Como parte de la promoción de Rock Steady, No Doubt interpretó por primera vez «Hella Good» en la gira homónima, donde también fue incluida en el DVD de la misma, Rock Steady Live. Luego, en la gala de los premios Grammy de 2003, la banda presentó un popurrí de «Hella Good» y «Underneath It All». Seis años después, cuando la agrupación retornó a los escenarios tras su período de receso, la tocó en la gira Summer Tour, en todas las fechas programadas para la misma. El 9 de enero de 2013, No Doubt se presentó en el late night show Jimmy Kimmel Live!, donde cantó «Push and Shove», perteneciente al sexto álbum de estudio homónimo, y «Hella Good». Perez Hilton comentó que la actuación fue «intensa», y Kyle McGovern de Spin, de modo similar, la calificó como «enérgica». Por último, Sam Lansky de Idolator comentó que «Stefani y sus famosos abdominales no decepcionaron».

### Vídeo musical
Mark Romanek dirigió el vídeo musical de «Hella Good». Para el concepto, Romanek envió un correo a la banda. Se basó en una sesión fotográfica de moda italiana en blanco y negro de la revista Vogue, realizada a mediados de la década de 1990, en la que contó con modelos en motos acuáticas. El vídeo fue filmado en tres días en marzo de 2002, en Long Beach, California, mientras que las escenas del barco se realizaron en sets artificiales, en South Bay Studios.
No siguiendo cualquier argumento, el vídeo muestra la banda como un grupo de punk rockers ocupando ilegalmente un barco, mientras que el resto está persiguiendo a Stefani a lo largo de él. Durante el transcurso, los integrantes cantan la canción mientras realizan bodyboarding en equipos flotadores electrónicos, y ellos y sus amigos exploran y bailan a lo largo del buque. También hay secuencias de personas montando motos de agua, Stefani en una cuerda enredada, gente jugando Jet Set Radio, y la cantante comunicándose en una estación de radio pirata. Tras el estreno de Making the Video de MTV, el vídeo debutó en el puesto número diez del Total Request Live, el 4 de abril de 2002. Después de dos semanas, el 18 del mismo mes, llegó a su posición más alta, en el número cinco. Permaneció en dicho programa por siete días no consecutivos.

### Versiones y apariciones
Además de estar incluida en el sexto álbum de estudio Rock Steady, «Hella Good» figuró en el álbum recopilatorio de la banda, The Singles 1992-2003, en la caja recopilatoria Boom Box, como así también en el DVD The Videos 1992-2003. Asimismo, apareció en la banda sonora de la película The Longest Yard (2005), en el décimo segundo episodio de la segunda temporada de la serie de televisión estadounidense Alias, «The Getaway» (2003), en el episodio piloto de la serie de drama The Black Donnellys (2007), y fue incluida en el videojuego publicado en 2010, Dance Central. Por otro lado, la cantante británica Rita Ora, quien citó a No Doubt y Stefani como unas grandes influencias musicales, realizó una versión de la pista, en el festival de música Radio 1's Big Weekend, acontecido el 24 de mayo de 2013.

## Lista de canciones
| Sencillo en CD |                                  |          |  |
| N.º            | Título                           | Duración |  |
| 1.             | «Hella Good» (versión del álbum) | 4:02     |  |

| Sencillo en CD Cardboard Sleeve publicado en Europa |                                          |          |  |
| N.º                                                 | Título                                   | Duración |  |
| 1.                                                  | «Hella Good» (versión del álbum)         | 4:02     |  |
| 2.                                                  | «Hey Baby» (Stank Remix) (Dirty Version) | 4:06     |  |

| Sencillo en CD publicado en Europa |                                             |          |  |
| N.º                                | Título                                      | Duración |  |
| 1.                                 | «Hella Good» (versión del álbum)            | 4:02     |  |
| 2.                                 | «Hella Good» (Roger's Release Yourself Mix) | 7:13     |  |
| 3.                                 | «Hey Baby» (Stank Remix) (Dirty Version)    | 4:06     |  |
| 4.                                 | «Hella Good» (vídeo musical)                | 4:02     |  |

| Vinilo de 12" promocional publicado en Europa |                                                          |          |  |
| N.º                                           | Título                                                   | Duración |  |
| 1.                                            | «Hella Good» (versión del álbum)                         | 4:02     |  |
| 2.                                            | «Hella Good» (Roger's Release Yourself Mix)              | 7:13     |  |
| 3.                                            | «Hella Good» (Roger's Release The Dub Mix)               | 7:14     |  |
| 4.                                            | «Hella Good» (Roger's Release Yourself Instrumental Mix) | 7:13     |  |

| Vinilo de 12" publicado en Europa |                                             |          |  |
| N.º                               | Título                                      | Duración |  |
| 1.                                | «Hella Good» (Roger's Release Yourself Mix) | 7:13     |  |
| 2.                                | «Hella Good» (Roger's Release The Dub Mix)  | 7:14     |  |
| 3.                                | «Hey Baby» (Stank Remix)                    | 4:02     |  |

| Vinilo de 12" publicado en Estados Unidos |                                                   |          |  |
| N.º                                       | Título                                            | Duración |  |
| 1.                                        | «Hella Good» (Roger's Release Yourself Mix)       | 7:13     |  |
| 2.                                        | «Hella Good» (Efe & Leeroy Brown's Kool Haus Mix) | 4:00     |  |
| 3.                                        | «Hella Good» (Roger's Release The Dub Mix)        | 7:14     |  |
| 4.                                        | «Hella Good» (versión del álbum)                  | 4:02     |  |

| Remezclas de Roger Sanchez publicado en Estados Unidos |                                                          |          |  |
| N.º                                                    | Título                                                   | Duración |  |
| 1.                                                     | «Hella Good» (Roger's Release Yourself Mix)              | 7:13     |  |
| 2.                                                     | «Hella Good» (Roger's Release The Dub Mix)               | 7:14     |  |
| 3.                                                     | «Hella Good» (Roger's Release Yourself Instrumental Mix) | 7:13     |  |

| Sencillo en casete publicado en el Reino Unido |                                             |          |  |
| N.º                                            | Título                                      | Duración |  |
| 1.                                             | «Hella Good» (versión del álbum)            | 4:02     |  |
| 2.                                             | «Hella Good» (Roger's Release Yourself Mix) | 7:13     |  |

## Posicionamiento en listas
| País (Lista 2002)                  | Mejor posición |
| ---------------------------------- | -------------- |
| Australia                          | 8              |
| Austria                            | 44             |
| Bélgica Flandes                    | 3              |
| Bélgica Valonia                    | 14             |
| Canadá                             | 26             |
| Estados Unidos (Adult Pop Songs)   | 9              |
| Estados Unidos (Billboard Hot 100) | 13             |
| Estados Unidos (Dance Club Songs)  | 1              |
| Estados Unidos (Pop Songs)         | 3              |
| Estados Unidos (Radio Songs)       | 14             |
| Estados Unidos (Rhythmic Top 40)   | 29             |
| Estados Unidos (Top 40 Tracks)     | 9              |
| Nueva Zelanda                      | 17             |
| Países Bajos                       | 57             |
| Reino Unido                        | 15             |
| Suiza                              | 78             |

| País (Lista 2002) | Posición |
| ----------------- | -------- |
| Australia         | 64       |

## Certificaciones
| País           | Organismo certificador | Certificación | Unidades certificadas / Ventas |
| -------------- | ---------------------- | ------------- | ------------------------------ |
| Australia      | ARIA                   | Oro           | 35 000                         |
| Estados Unidos | RIAA                   | Platino       | 1 000                          |

## Créditos y personal
- Composición: Gwen Stefani, Pharrell Williams, Chad Hugo y Tony Kanal
- Productor: Nellee Hooper y No Doubt
- Grabación: Greg Collins, en Record Plant, Los Ángeles, California y Home Recordings, Londres, Inglaterra
- Mezcla: Mark «Spike» Stent, en The Mix Suite, Olympic Studios, Londres, Inglattera
- Masterización: Brian «Big Bass» Gardner, en Bernie Grundman Mastering, Hollywood, California
- Programación: Fabien Waltmann
- Ingeniería: Simon Gogerly
- Asistente de ingeniería: Anthony Kilhoffer e Ian Rossiter

Fuentes: Discogs.